# Malý Studený potok
Der Malý Studený potok (deutsch Kleiner Kohlbach, ungarisch Kis-Tar-patak, polnisch Mała Zimna Woda) ist ein Bach in der Nordslowakei und einer der Quellbäche des Studený potok (deutsch Kohlbach) in der Landschaft Zips (slowakisch Spiš).
Die Quelle des Bachs ist der See Vyšné Spišské pleso (deutsch Oberer Zipser See) und er fließt auf einer Länge von ungefähr viereinhalb Kilometer durch das Tal Malá Studená dolina (deutsch Großes Kohlbachtal) in grob südöstlicher, im letzten Teil südlicher Richtung zum Zusammenfluss mit dem orographisch rechten Bach Veľký Studený potok (deutsch Großer Kohlbach) zum Studený potok. Im unteren Abschnitt befindet sich der 20 m hohe Wasserfall Obrovský vodopád (deutsch Riesenwasserfall). Die Zuflüsse im Tal sind überwiegend periodisch und bleiben bis heute unbenannt.
Der deutsche Name leitet sich von der mittelalterlichen Bezeichnung des Bergs Prostredný hrot, Kahlberg, die dann auf die Täler, die beiden Quellbäche und den vereinigten Bach gingen. Im zipserdeutschen Dialekt wird Kahlbach als Kohlbach ausgesprochen. Der slowakische sowie der polnische Name bedeutet wörtlich Kleiner Kalter Bach mit selbsterklärender Bedeutung, auch wenn unklar bleibt, ob der Name von der Kälte des Bachs oder des Tals abgeleitet worden ist.